# Cercopis lutea
Cercopis lutea är en insektsart som beskrevs av Schellenberg 1802. Cercopis lutea ingår i släktet Cercopis och familjen spottstritar. Inga underarter finns listade i Catalogue of Life.